# Lacanobia spinaciae
Lacanobia spinaciae är en fjärilsart som beskrevs av Moritz Balthasar Borkhausen 1792. Lacanobia spinaciae ingår i släktet Lacanobia och familjen nattflyn. Inga underarter finns listade i Catalogue of Life.